# 버르토크 벨러

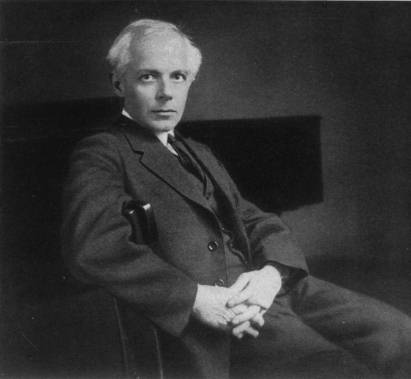
버르토크 벨러 (1927년)

버르토크 벨러 빅토르 야노시(헝가리어: Bartók Béla Viktor János, 1881년 3월 25일 ~ 1945년 9월 26일)는 헝가리의 작곡가이자 피아니스트로, 중앙유럽의 민요를 수집해서 정리한 음악학자이다.

## 생애

### 초기
버르토크는 오스트리아-헝가리 제국의 대(大)헝가리 지역에서 태어났다. 그가 태어난 너지센트미클로시(Nagyszentmiklós)는 현재 루마니아의 슨니콜라우 마레(Sânnicolau Mare)이다.
그는 부다페스트 왕립음악학원에서 음악을 공부했고 코다이 졸탄을 만나 같이 민요를 수집했다. 이는 그의 음악스타일에 크게 작용했다. 예전의 그는 헝가리 민요에 대해서 프란츠 리스트의 곡에서 보여지는 것과 같은 집시 멜로디로 생각했었고 1848년 헝가리 혁명의 영웅 코슈트 러요시(Kossuth Lajos)를 기리기 위한 교향시 《코슈트》에서도 그런 선율을 사용했었다. 집시 멜로디가 아닌 마자르인 농부들의 민요를 접하고 나서 그는 이를 진짜 헝가리 민요라고 생각하고 민요적인 색채가 드러나도록 그의 작품을 쓰기 시작했다.
1902년 리하르트 슈트라우스의 교향시 《차라투스트라는 이렇게 말했다》의 부다페스트 초연을 들었을 때 이는 버르토크의 음악에 큰 영향을 주었다.

### 경력 및 결혼 생활
그는 피아니스트로 활동하다가 1907년 왕립음악학원에서 피아노 교수직을 맡으면서 정착하게 되었고 트란실바니아 일대의 민요를 수집할 수 있었다. 그러면서 그의 음악은 민요의 영향을 받게 되었고 코다이가 클로드 드뷔시를 파리에서 데려오면서 그와도 교류했다. 그는 당대의 요하네스 브람스와 리하르트 슈트라우스와 같은 대편성의 관현악곡들을 써왔지만 그의 피아노 소품은 민요의 영향을 받은 것이다. 아마도 민요의 영향을 크게 받은 최초의 작품은 현악 사중주 제1번(1908)을 들 수 있을 것이다.
1909년 치글레르 마르터(Ziegler Márta)와 결혼하여 1910년에 버르토크 벨러 주니어를 낳았다. 1911년에 버르토크는 그의 유일한 오페라 《푸른 수염의 성》을 그의 아내 마르터(Márta)에게 헌정하였다. 이를 Hungarian Fine Arts Commission 주최의 콩쿠르에 출품했지만 연주할 수 없다며 거부했다. 그는 이 오페라를 공연하려 했지만 헝가리 정부는 오페라의 작사자 벌라주 벨러(Balázs Béla)의 정치적 성향 때문에 프로그램에서 그의 이름을 지우라는 압력을 주었다. 버르토크는 거부했고 결국 오페라는 1918년까지 공연될 수 없었다. 이후 그는 헝가리 정부와 기관에 반감을 갖게 되었다. 콩쿠르의 일이 있고 나서 2~3년 정도만 곡을 쓰고 그 후엔 중앙 유럽과 발칸 반도, 터키 일대의 민요를 수집하여 정리했다. 하지만 제1차 세계대전이 터지면서 민요 수집이 힘들게 되자 그는 다시 작곡을 시작했다. 발레곡 《허수아비 왕자》(1914~6)는 그에게 국제적인 명성을 가져다 주었다.
버르토크는 이고리 스트라빈스키와 아르놀트 쇤베르크의 영향을 받은 또다른 발레곡 《중국의 이상한 관리》와 두 개의 바이올린 소나타를 썼다. 바이올린 소나타는 그의 작품 중 화성적으로나 구조적으로나 가장 복잡한 작품이다. 《중국의 이상한 관리》는 주제 때문에 1926년까지 공연되지 않았다.
1923년 버르토크는 마르터(Márta)와 이혼하고 그에게 피아노를 배운 파스토리 디터(Pásztory Ditta)와 재혼하여 다음해인 1924년에 두 번째 아들 페테르(Péter)를 낳았다. 1924년은 아르놀트 쇤베르크가 12음기법을 완성한 해이기도 하다. 버르토크는 이후 곡을 쓰지 않다가 아들에게 피아노를 가르치기 위한 여섯 권 분량의 피아노 연습곡 《미크로코스모스》(1926~37)를 썼다. 이는 현재에도 피아노 교재로 쓰이고 있다. 이후에 쓴 현악 사중주 제6번(1939)는 그가 유럽에서 쓴 마지막 곡이 된다.

### 미국으로 이주
1940년 제2차 세계 대전이 발발하자 유럽의 정치 상황이 악화되고 그는 헝가리를 떠나기로 결심했다. 그는 나치에게 반감을 가지고 있어서 그가 독일에서 유명해졌을 때에도 독일에서의 콘서트를 거부했고 독일 출판사와도 계약하지 않았을 정도였다. 그리고 그의 자유분방한 세계관은 헝가리의 우익 세력의 반감을 샀다. 그는 부인과 함께 마지못해 미국으로 떠났다. 페테르는 1942년 미국으로 가서 후에 미 해군에 입대한다. 벨러 주니어는 헝가리에 남았다. 그러나 미국에서 그의 생활은 편하지 않았다. 그는 미국에서 유명하지 않았고 그의 음악에 관심을 가진 사람은 많지 않았다. 그는 계속 유고슬라비아 민요를 정리했지만 그의 재정 상황과 건강은 나빠졌다.
그는 현악 사중주 제6번(1939)을 끝으로 작곡을 그만 두려 했지만, 지휘자 세르게이 쿠세비츠키의 위탁으로 《관현악을 위한 협주곡》(1943~5)를 작곡했다. 예후디 메누힌의 위탁을 받아 《무반주 바이올린 소나타》를 작곡하기도 했다. 그 후 그는 피아노 협주곡 제3번을 작곡했고 비올라 협주곡에 착수했다.
1945년 버르토크는 뉴욕 시에서 백혈병으로 사망했다. 미완성의 비올라 협주곡은 그의 제자 Tibor Serly가 완성했다. 버르토크의 유해는 뉴욕주 Hartsdale에 있는 Ferncliff Cemetery에 안장되었다. 후에 소비에트 연방이 붕괴되고 나서 1988년 7월 7일에 부다페스트의 Farkasreti Cemetery로 안장되었다.

## 주요 작품

### 오페라
- 푸른 수염의 성 (1911)

### 발레
- 허수아비 왕자(1914~6)
- 이상한 중국의 관리(1919)

### 관현악
- 교향곡 내림마장조 DD 68, BB 25 (1902)
- 교향시 코슈트(1903)
- 모음곡 1번 작품번호 3 Sz.31 BB39(1905)
- 모음곡 2번 작품번호 4 Sz.34 BB40(1905~7, 1943년 개정)
- 2개의 영상 작품번호 10 Sz.46(1910)
- 춤 모음곡 (1923)
- 현을 위한 디베르티멘토(1939)
- 현악기, 타악기와 첼레스타를 위한 음악(1936)
- 관현악을 위한 협주곡 (1942~3, 1945 개작)

### 협주곡
- 피아노 광시곡 작품번호 1(1905)
- 바이올린 협주곡 1번(1907~8)
- 피아노 협주곡 1번(1926)
- 피아노 협주곡 2번 사장조(1930~1)
- 바이올린 협주곡 2번(1937~8)
- 피아노 협주곡 3번 마장조(1945)
- 비올라 협주곡(1945, 미완성)

### 실내악
- 바이올린 소나타 마단조(1903)
- 피아노 5중주 다장조 (1903~4)
- 6개의 현악 사중주들 (1908~39)
- 바이올린 소나타 1번 (1921)
- 바이올린 소나타 2번 (1922)
- 두 대의 피아노와 타악기를 위한 소나타 (1937)
- 대비(對比)(1938)(클라리넷 3중주)
- 무반주 바이올린 소나타(1944)

### 피아노
- 14개의 바가텔 작품번호 6(1908)
- 어린이를 위하여 Sz42 BB53(1908~9)
- 알레그로 바르바로 Sz.49 BB.63(1911)
- 루마니아 민속 춤곡 Sz.56 BB.68(1915)
- 모음곡 작품번호 14(1916)
- 세 개의 헝가리 민속 가락 Sz.66 BB.80b (1914~18)
- 피아노 소나타(1926)
- 문 밖에서 Sz.81(1926)
- 미크로코스모스 (1926, 32~9)

### 가곡
- 3개의 노래 Sz10 BB15(1898)
- 4개의 노래 Sz15 BB24(1902, 러요시 포사의 텍스트를 기초로 했다.)
- 5개의 노래 작품번호 15 Sz61 BB71 (1916)
- 5개의 노래 작품번호 16 Sz63 BB72 (1916)

### 합창
- 세속 칸타타 Sz.94(1930)

## 음악 듣기
- Kunst der Fuge: Béla Bartók - MIDI files
- Contrasts: Verbunkos (7.10 mb), Contrasts: Pinheno (5.86 mb), Contrasts: Sebes (8.26 mb). Helen Kim (violin), Ted Gurch (clarinet), Adam Bowles (piano). From Luna Nova New Music Ensemble

## 참고 문헌
- Antokoletz, Elliott (1984). The Music of Béla Bartók: A Study of Tonality and Progression in Twentieth-Century Music. Berkeley and Los Angeles: University of California Press.
- Kárpáti, János (1975). Bartók's String Quartets. Translated by Fred MacNicol. Budapest: Corvina Press.
- Lendvai, Ernő (1971). Béla Bartók: An Analysis of His Music. London: Kahn and Averill.
- Maus, Fred (2004). "Sexual and Musical Categories", The Pleasure of Modernist Music. ISBN 1-58046-143-3.
- Wilson, Paul (1992). The Music of Béla Bartók. ISBN 0-300-05111-5.
- Gillies, Malcolm. "Béla Bartók", Grove Music Online, ed. L. Macy (Accessed May 23, 2006), (subscription access)
- 스티븐 존슨, 《버르토크, 그 삶과 음악》(이석호 역, 포노, 2014). ISBN 978-89-93818-62-8